# Анново (Великопольське воєводство)
Анново (пол. Annowo, нім. Annahof) — село в Польщі, у гміні Червонак Познанського повіту Великопольського воєводства.